# 三重県看護協会
公益社団法人三重県看護協会（こうえきしゃだんほうじんみえけんかんごきょうかい、英称：MIE NURSING ASSOCIATION）は、三重県知事所管の三重県の保健師、助産師、看護師、准看護師を会員とする公益社団法人。法人番号は「7190005009920」。

## 沿革
- 1947年（昭和22年） - 前身の日本助産婦看護婦保健婦協会三重県支部看護婦部会を設立。
- 1954年（昭和29年） - 日本看護協会看護婦会 三重県支部へ改組。
- 1954年（昭和29年） - 「日本看護協会保健婦会 三重県支部」が発足。
- 1962年（昭和37年） - 「三重県保健婦助産婦看護婦連絡協議会」が発足。11保健所に地区支部を創設。
- 1966年（昭和41年） - 「日本看護協会助産婦会 三重県支部」が発足。
- 1969年（昭和44年） - 「日本看護協会保健婦助産婦看護婦 三重県支部協議会」発足。
- 1977年（昭和52年）2月19日 - 社団法人三重県看護協会へ改組。創立総会を開催。（同日付け認可）
- 1981年（昭和56年）4月7日 - 看護会館完成（1980年10月13日着工）
- 1990年（平成02年）10月 - 国際助産師連盟（ICM）神戸大会の国際評議会で、5月5日を「国際助産師の日」とすることを決定。1992年5月5日を最初の「国際助産師の日」とした啓もう日となる。
- 1990年（平成02年）12月 - 『看護の日』（看護週間）制定、翌年より「国際看護師の日」でもある5月12日が啓もう日となる。
- 1992年（平成04年） - 「看護師等の人材確保の促進に関する法律」に基づき、三重県より「三重県ナースセンター」の指定を受け開設。
- 1995年（平成07年） - 三重県看護協会長表彰を実施。
- 1999年（平成11年） - 看護会館別館 竣工。
- 2005年（平成17年） - 三重県認定看護師ネットワークを発足。
- 2007年（平成19年） - 三重県看護協会設立30周年（2月19日）、法人化創設70周年を迎える。
- 2011年（平成23年） - 東日本大震災災害支援ナースを派遣（岩手県・宮城県・福島県）。
- 2012年（平成24年）4月1日 - 公益社団法人三重県看護協会へ移行。
- 2014年（平成26年） - 三重県公益認定立入検査。
- 2016年（平成28年） - 三重県ナースセンター 四日市サテライトを開所。
- 2020年（令和02年） - 三重県ナースセンター 四日市サテライトを移転（イオンモール四日市北店内）。

## 本部所在地
〒514-0062 三重県津市観音寺町字東浦457-3

## 訪問看護ステーション
- なでしこ津（2006年・営業開始、ナーシングヒルなでしこから改称）
- なでしこ嬉野（1998年・営業開始～2006年・なでしこ津へ統合）
- 訪問看護ステーションなでしこ亀山（1999年・営業開始～2019年・閉鎖）